# Siron
Siron is een bestuurslaag in het regentschap Aceh Besar van de provincie Atjeh, Indonesië. Siron telt 1475 inwoners (volkstelling 2010).